# Ferdinand Brunetière
Ferdinand Vincent-de-Paul Marie Brunetière, född den 19 juli 1849 i Toulon, död den 9 december 1906 i Paris, var en fransk kritiker och litteraturhistoriker.
Brunetière var från 1875 ledande kritiker i Revue des deux Mondes, vars redaktör han blev 1893. Samma år invaldes han i Franska akademien. Från 1886 var han verksam som föreläsare vid École normale supérieure. 
Brunetières mest representativa verk är samlingar av artiklar, såsom Études critiques sur l'historie de la littérature française (8 band, 1880–1907), samt föreläsningar, såsom L'évolution des genres dans l'historie de la littérature français (1892), Essais sur la littérature contemporaine (1892–1895), L'évolution de la poésie lyrique en France au dix-neuvième siècle (1894), Victor Hugo (1902), Honoré de Balzac (1906) samt Historie de la littérature française classique (1904–1917), fullbordat efter Brunetières död av hans lärjungar.